# Podbierka
Podbierka – sposób wybierania kopaliny na całą grubość złoża w dwu ławach z zawałem stropu. Dolną ławę wybiera się ścianą z pewnym wyprzedzeniem. Sposób ten jest zalecany do wybierania złóż silnie nachylonych o dużej miąższości w skrępowanych warunkach związanych z zagrożeniem tąpaniowym